# Robert Gheysen
Robert Louis Octaf Jozef Gheysen (Heule, 14 januari 1917 - Roeselare, 2 september 1994) was een Belgisch volksvertegenwoordiger en senator.

## Levensloop
Robert Gheysen was getrouwd met Maria Lenoir (overleden 7 mei 1964) en hertrouwde met Jozefa Hondekijn. Uit zijn eerste huwelijk had hij zes kinderen. 
Van 1937 tot 1940 was Gheysen gouwhoofdman voor de tak Caritas binnen de KSA-Noordzeegouw. Hij was ook lid van de Centrale voor Katholieke Actie en bestuurslid van de Katholieke Vlaamse Voetbalvereniging.
Van 1940 tot 1953 was hij leider in het bisdom Brugge van de Boerenjeugd en behoorde tot de leiding van het Jeugdverbond voor Katholieke Actie. Vanaf 1943 nam hij ook initiatieven ten gunste van uit West-Vlaanderen uitgeweken landbouwers.
Vanaf 1954 was hij technisch adviseur en provinciaal inspecteur van de Belgische Boerenbond. Hij was ook medestichter en provinciaal verantwoordelijke van Milac (Militianen Actie).
Zijn politieke activiteit begon als secretaris van het politiek comité van de Boerenbond in West-Vlaanderen. In 1964 werd hij voor de CVP verkozen tot gemeenteraadslid van Roeselare en in 1965 werd hij er schepen.
Van 1961 tot 1965 zetelde Gheysen in de Senaat als rechtstreeks gekozen senator voor het arrondissement Roeselare-Tielt. Hij werd vervolgens in 1965 lid van de Kamer van volksvertegenwoordigers voor hetzelfde arrondissement, een mandaat dat hij vervulde tot in 1981. In de periode december 1971-oktober 1980 zetelde hij als gevolg van het toen bestaande dubbelmandaat ook in de Cultuurraad voor de Nederlandse Cultuurgemeenschap, die op 7 december 1971 werd geïnstalleerd. Vanaf 21 oktober 1980 tot november 1981 was hij tevens korte tijd lid van de Vlaamse Raad, de opvolger van de Cultuurraad en de voorloper van het huidige Vlaams Parlement.
Hij was verder bestuurslid van de sociale school in Roeselare, lid van de Hoge Raad der sociale scholen en bestuurslid van de Westvlaamse Economische Raad.

## Eretekens
Hij had eretekens die herinnerden aan zijn oorlogsactiviteiten:
- herinneringsmedaille van de Oorlog 1940-1945,
- medaille van Belgische Erkentelijkheid 1940-1945, militair ereteken 2de Klas,
- officier in de Orde van Leopold II,
- medaille van de Weerstand 1940-1945.

## Publicatie
- Landbouwers emigreren naar Frankrijk, Izegem, 1965.